# Madame Dupin

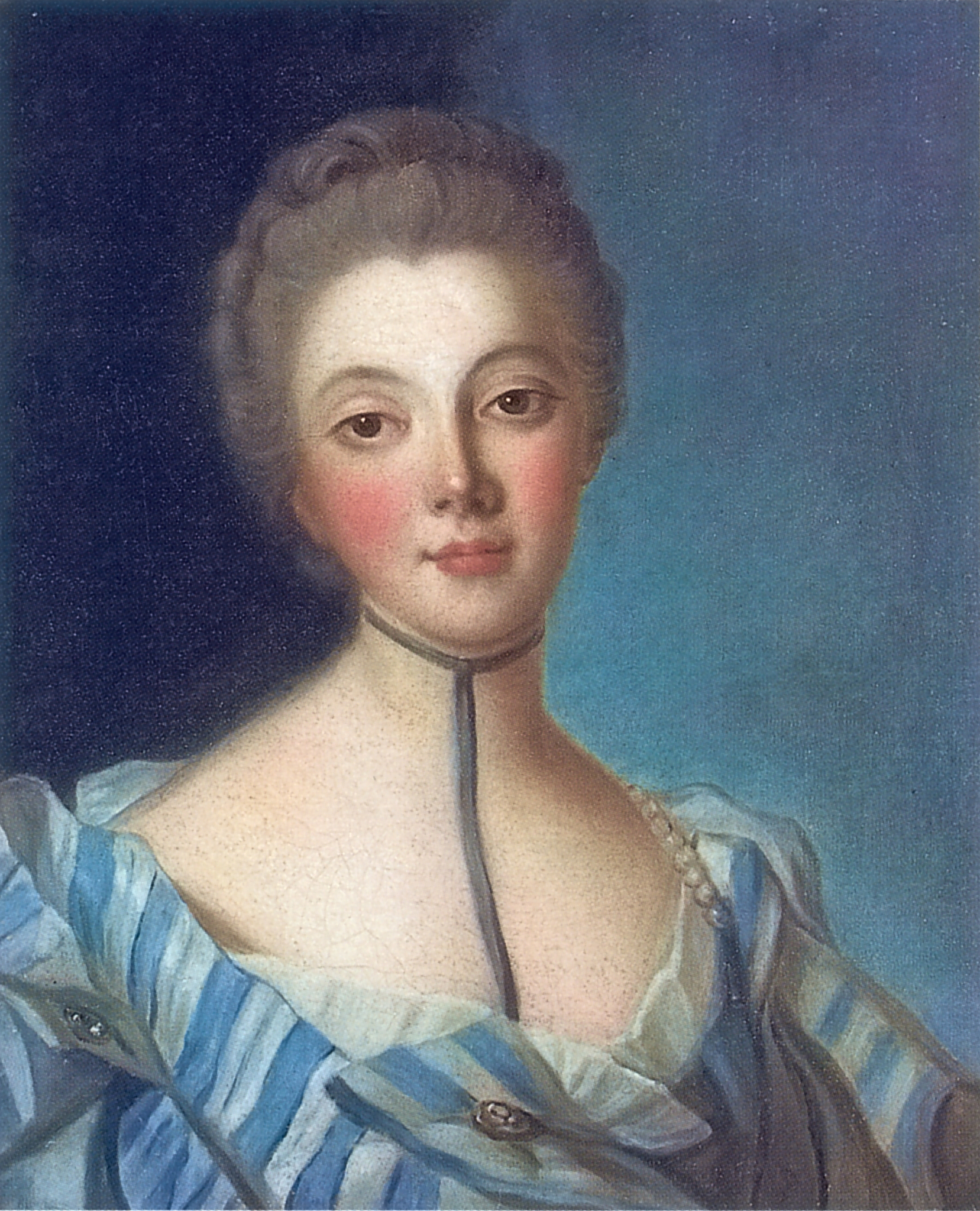
Madame Dupin

Madame Dupin (1706 - 1799) pe numele Louise-Marie Madeleine Dupin de Chenonceau, născută Fontaine.
A fost una dintre cele trei fiice ale bancherului Samuel Bernard și a lui Marie-Anne-Armande Carton, cunoscută datorită mariajului mamei sale cu Jean-Louis-Guillaume Fontaine (1666-1714), comisar și controlor al marinei și al războaielor în regiunile Flandra și Picardia.
Pe 1 decembrie 1722 se căsătorește cu Claude Dupin, fermier general din 1726, căruia îi va dărui un fiu, Jacques-Armand Dupin de Chenonceaux (1727-1767). Între 1745 și 1751 îl are ca secretar personal pe Jean-Jacques Rousseau cu care a rămas în relații bune ulterior.
Începând din anul 1782 s-a retras la castelul Chenonceau, pe care a reușit să-l păstreze în proprietatea sa în perioada Revoluției. După deces a fost înhumată în parcul castelului.